# おれの番だ!
『おれの番だ!』（おれのばんだ）は、1964年8月3日から1967年6月26日までTBS系列局が編成していたTBS製作のテレビドラマ枠である。ロート製薬の一社提供。編成時間は毎週月曜 21:30 - 22:00 （日本標準時）。

## 概要
おおよそ2か月ごとに放送作品を変えていた枠。放送作品には、ハナ肇とクレージーキャッツのハナ肇、植木等、谷啓、そして当時クレージーと同じく渡辺プロダクションに所属していた藤田まことの4人が出演。彼らが持ち回りで作品の主役を演じ、それ以外の者3人も時間が許す限りは何らかの役で出演していた。

## 放送作品一覧
括弧内は作品主演俳優。
- 気まぐれ野郎（植木）
- 馬鹿まるだし（ハナ）
- 元禄あだうち男（藤田）
- 鎌にご用心（谷）
- 大穴（植木）
- 快男児 浪花太郎（藤田）
- ホラ安の唄（ハナ）
- 一匹野だいこ（谷）
- 口から出まかせ（植木）
- 花咲く港（ハナ）
- 夜明けだよ おっ母さん（藤田）
- 男性No.1（植木）
- 喧嘩太郎（谷）
- 一等賞（ハナ）
- マヌケ人間（谷）
- 大べらぼう（植木）
- お山の大将（ハナ）
- 亭主関白（谷）
- まないたの恋（藤田）
- その一言が多かった（植木）
- 旅と共に去りぬ（ハナ）
- 身の上相談（谷）
- ああ漫才二等兵（藤田）

## 主題歌
「おれの番だ！」
作詞：青島幸男 / 作曲：萩原哲晶 / 歌：ハナ肇、植木等、谷啓、藤田まこと
歌唱担当者のローテーションは、作品主演俳優に合わせて変更されていた。
- ハナ主演作：植木→谷→藤田→3人→ハナ
- 植木主演作：ハナ→谷→藤田→3人→植木
- 谷主演作：藤田→植木→ハナ→3人→谷
- 藤田主演作：谷→ハナ→植木→3人→藤田

谷主演作では、それ以外の作品のときよりも歌の音程が上がっている。また藤田が歌うバージョンでは、通常は「おれの番だ！」となる最後のセリフが「おれの番やでぇ！」に変えられていた。

## 現存映像
本番組の現存する映像は、1964年9月28日 - 同年11月26日放送のハナ主演作『馬鹿まるだし』初回分、1965年7月19日 - 同年8月23日放送の谷主演作『一匹野だいこ』初回分の一部、1966年6月27日 - 同年8月1日放送の谷主演作『マヌケ人間』2回分のみである。いずれもハナと谷が保存していた。これらのうち、『馬鹿まるだし』と『マヌケ人間』は同じくTBS製作の『テレビ探偵団』で放送されたことがあり、前者はハナがゲストの回で、後者は谷がゲストの回で流された。